# Rymdfartens historia
Drömmen om att kunna färdas ut i rymden har tills nyligen varit ouppnåelig för människan. Grunden för all raketteknik kommer från tre teoretiker verksamma i stort sett var för sig. De var verksamma i Ryssland, Tyskland och USA. Tillsammans har de lämnat ett ovärderligt arbete efter sig för framtida forskare och ingenjörer sysselsatta med att konstruera raketer.

## Teoretiker
Den första stora teoretikern inom raketforskningen var Konstantin Tsiolkovskij (1857–1935) född i Kaluga i Ryssland. Han kom 1895 ut med Drömmar om Jord och Himmel där han beskrev möjligheten med en konstgjord satellit. 12 år tidigare hade han förklarat principerna för att kunna flyga med raketdrift i rymdens vakuum.
Den andra stora teoretikern var den tyske fysikern Hermann Oberth (1894–1989) i Siebenbürgen (idag Transsylvanien) som 1923 framlade principerna för raketdrift i rymdens vakuum i skriften Raketen i den interplanetära rymden. Han beskrev i detalj en raket kallad Modell B som inspirerade många raketentusiaster. Han var med och startade upp den rymdfärdsförening, Verein für Raumschiffahrt, som senare skulle mynna ut i den grupp av raketforskare som verkade i Peenemünde i Tyskland.
Den tredje teoretikern var Robert Goddard (1882–1945) i USA. Av de tre teoretikerna så var han den mest pragmatiske och den som genomförde flest test med raketdrift med olika bränsleblandningar innan raketutvecklingen tog verklig fart på 1930-talet. Han innehade även många patent relaterat till raketteknologin. Den 16 mars 1926 skickade han upp den första vätskedrivna raketen i historien vid Auburn, Massachusetts. Färden var relativt kort; den tog 2,5 sekunder och raketen flög en sträcka på 56 meter.

## Raketutvecklingen
5 juli 1927 bildades Verein für Raumschiffahrt (Rymdfärdssällskapet) i Breslau i Tyskland. Denna förening blev viktigast för utvecklingen av raketer då den samlade mycket kompetens inom en och samma organisation. Många i föreningen blev sedermera verksamma inom den tyska arméns vapenavdelning. Armén fick en rejält ökad militär budget genom nationalsocialistiska tyska arbetarpartiets politiska ledning. Men Versaillesfreden efter första världskriget förbjöd Tyskland att ha en stor krigsmakt och begränsade även många innehav av olika vapensystem. Men genom omständigheterna var det ingen som då tänkte på raketvapen. Armén kunde nu börja utvecklingen av raketer för att använda som framtida vapen under 1930-talet.
3 oktober 1942 skickades den första raketen i historien ut utanför jordens atmosfär. Det blev en A4, känd som V-2, konstruerad mestadels av Wernher von Braun under ledning av generalmajor Walter Dornberger. Dornberger var helt exalterad när den A4 de hade skickat upp några minuter senare störtade ner mot Östersjön. Raketen hade nått en höjd av 85 km och landade 190 km bort. Det här räknas som rymdraketens födelse.
Från 9 september 1944 till 27 mars 1945 skickades omkring 4320 V-2:or iväg mot sina mål varav omkring 1120 stycken riktades mot London som mål.
Den 13 juni 1944 störtade en tysk A4:a i Bäckebo. Svensk militär var snabbt på plats och dokumenterade delarna av raketen. Nyheten om explosionen i luften spred sig snabbt. På eftermiddagen begärde den tyska legislationen tillbaka sin vilseflugna raket. Då hade britterna redan förhandlat till sig den i utbyte mot radarutrustning och raketen var på väg till Storbritannien för analys. Till de tyska myndigheterna uppgav den svenska regeringen att man inte hade hittat något men skulle givetvis återlämna det om man hittade det.
Vid krigets slutskede överlämnade sig de flesta tyska raketingenjörerna sig till amerikanska trupper. De flögs sedan till USA där de sattes i arbete med att utveckla raketer för USA:s räkning. Även Sovjetunionen fick tillgång till tyska raketforskare.

## Rymdkapplöpning
Den 4 oktober 1957 räknas som dagen för rymdfärdernas födelse i och med uppskjutandet av Sputnik 1 i bana runt jorden. Detta var generande för USA som trodde man själva låg längst fram i utvecklingen. USA:s raketforskning var spridd på de tre vapenslagen Armén, Flygvapnet och Marinen. Varje gång något vapenslag gjorde en lyckad uppskjutning klagade de två andra så projektet avbröts genom politiska beslut.

### Första satelliterna

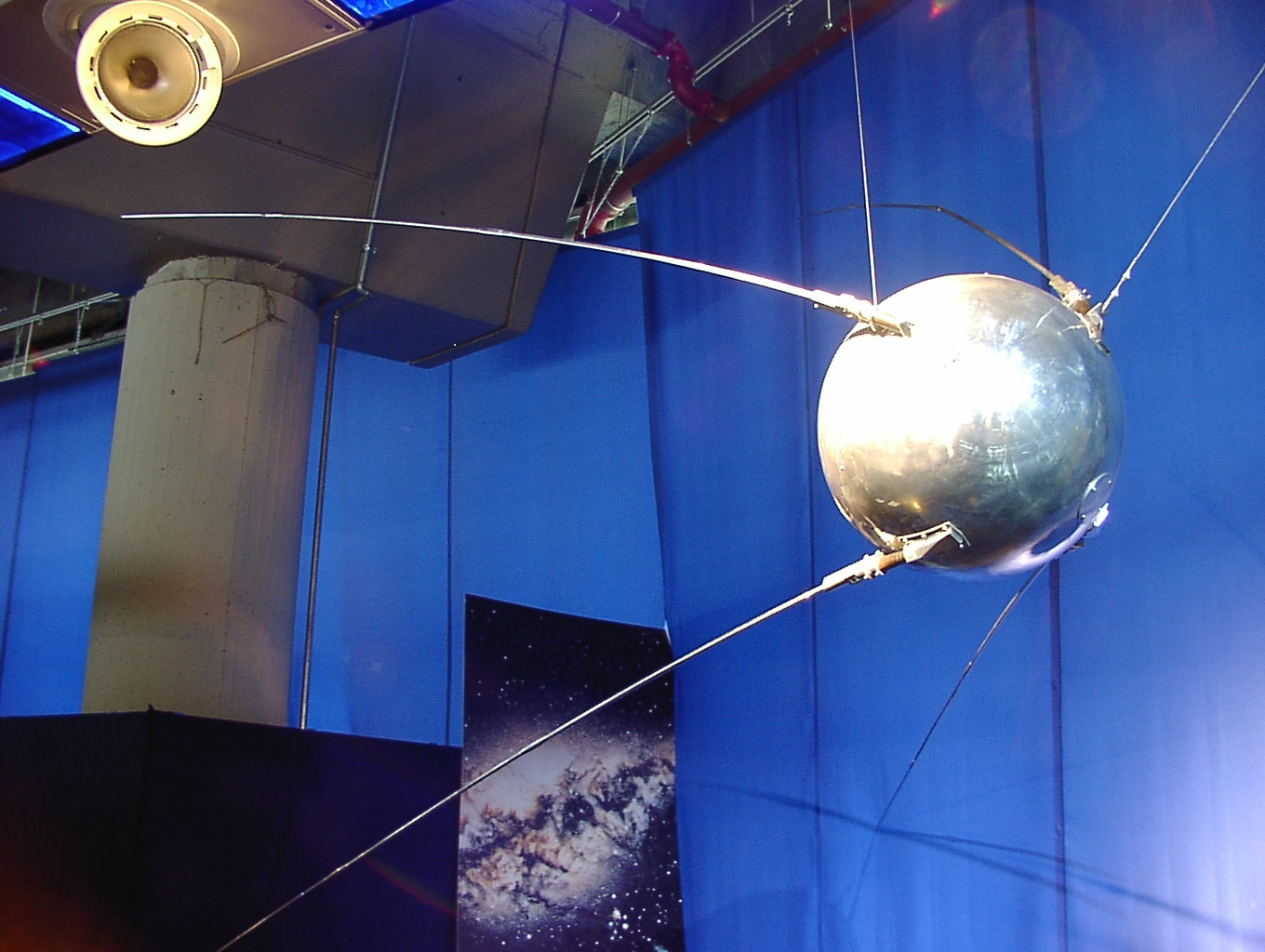
modell av Sputnik 1

Innan man hann enas i USA om vad man skulle skicka upp i rymden som svar på sovjets Sputnik så skickade Sovjet upp Sputnik 2 med hunden Laika ombord. USA:s första försök med att skicka en satellit till omloppsbana gick till flottans vanguardprojekt. Den 6 december 1957 gjorde man sig beredd vid flottans raketuppskjutningscenter vid Cape Canaveral i Florida. Raketen startade och lyfte en halv meter. Sedan förlorade den dragkraften och störtade tillbaka mot marken och exploderade. Satelliten föll av och rullade en bit bort och började sända signaler. Nu gick uppdraget i USA till Armén och dess Juno 1-raket och med sonden Explorer 1 som nyttolast. Först den 31 januari 1958 återupprättades USA:s anseende när Juno 1 lyfte upp satelliten Explorer 1 till omloppsbana.

### Första rymdsonderna
För att komma ikapp Sovjet i rymdkapplöpningen beslöt USA att skicka upp en sond till månen. Men även här slog Sovjet USA när man skickade upp Luna 1 den 2 januari 1959 som den 4 januari flög förbi månen med bara 5955 km avstånd. USA:s första försök gjordes 17 augusti 1958 men bärraketen Thor-Able exploderade 77 sekunder efter starten på höjd av 16 km. Sovjet lyckades med Luna 2, som skickades upp 12 september 1959, krascha sin sond mot månens yta öster om stillhetens hav, Mare Tranquillitatis. Luna 3 som skickades upp 4 oktober 1959 lyckades ta de första bilderna av månens baksida.

### Första bemannade rymdfarkosterna
När nu Sovjet hade slagit USA med den första satelliten, den första varelsen ombord en rymdfarkost och den första interplanetariska färden med en sond återstod nu nästa steg - människan i rymden. Men även här blev USA slaget av Sovjet när Jurij Gagarin skickades upp 12 april 1961.

### Fotnoter
1. ↑  ”Sputnik – det första steget ut i rymden”. Sveriges radio. 25 augusti 2011. http://sverigesradio.se/sida/artikel.aspx?programid=1602&artikel=4821523. Läst 25 mars 2016.